# Mulaney
Mulaney est une série télévisée américaine en treize épisodes de 22 minutes créée par John Mulaney et diffusée entre le 5 octobre 2014 et le 15 février 2015 sur le réseau Fox et sur le réseau Global au Canada.
Cette série est inédite dans tous les pays francophones.

## Distribution

### Acteurs principaux
- John Mulaney : John Mulaney
- Nasim Pedrad : Googoosh « Jane » Parvana
- Seaton Smith : Gerald « Motif » Goods
- Zack Pearlman (en) : Andre Van Horn
- Elliott Gould : Oscar Glass
- Martin Short : Louis « Lou » Cannon

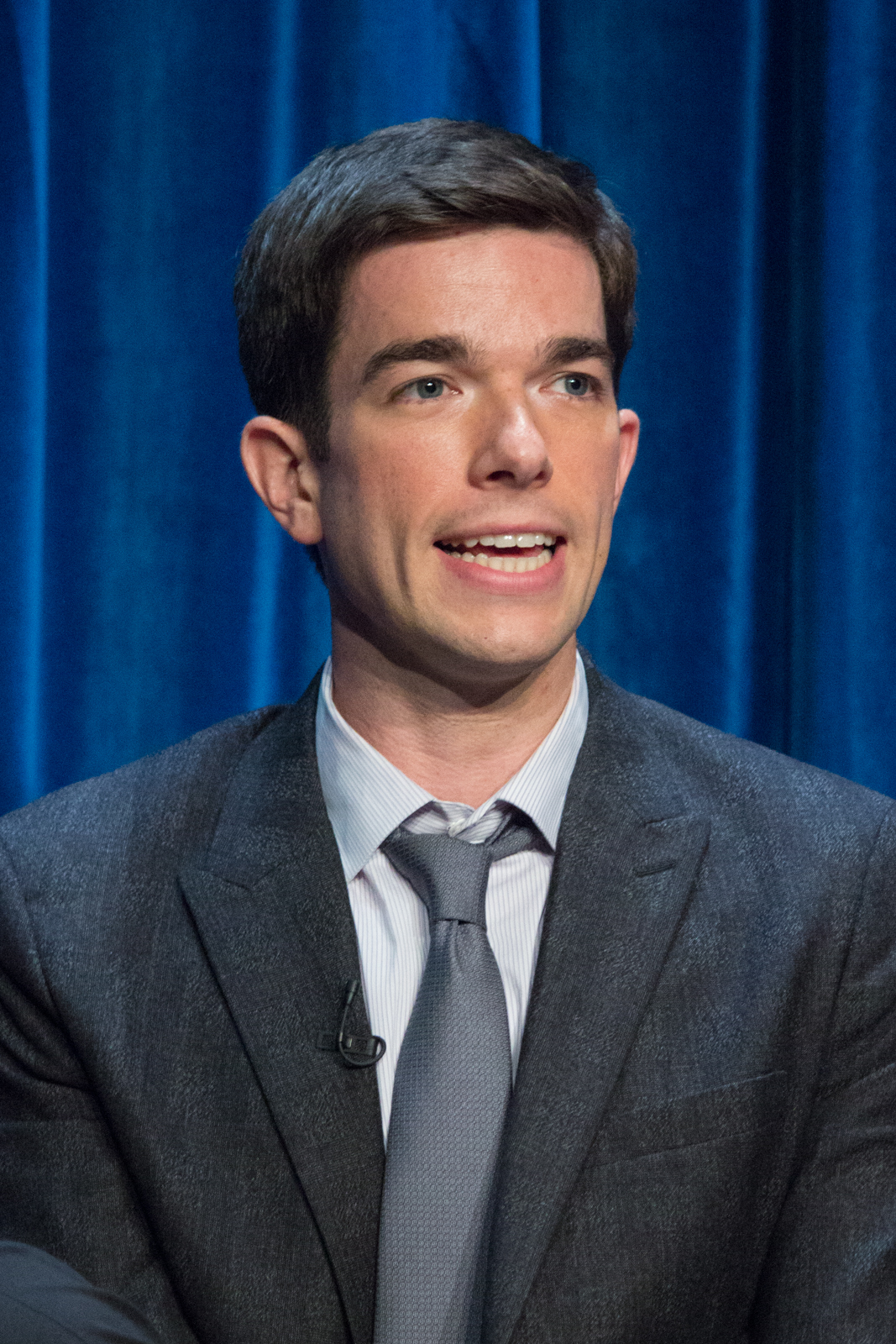
John Mulaney dans le rôle de John Mulaney
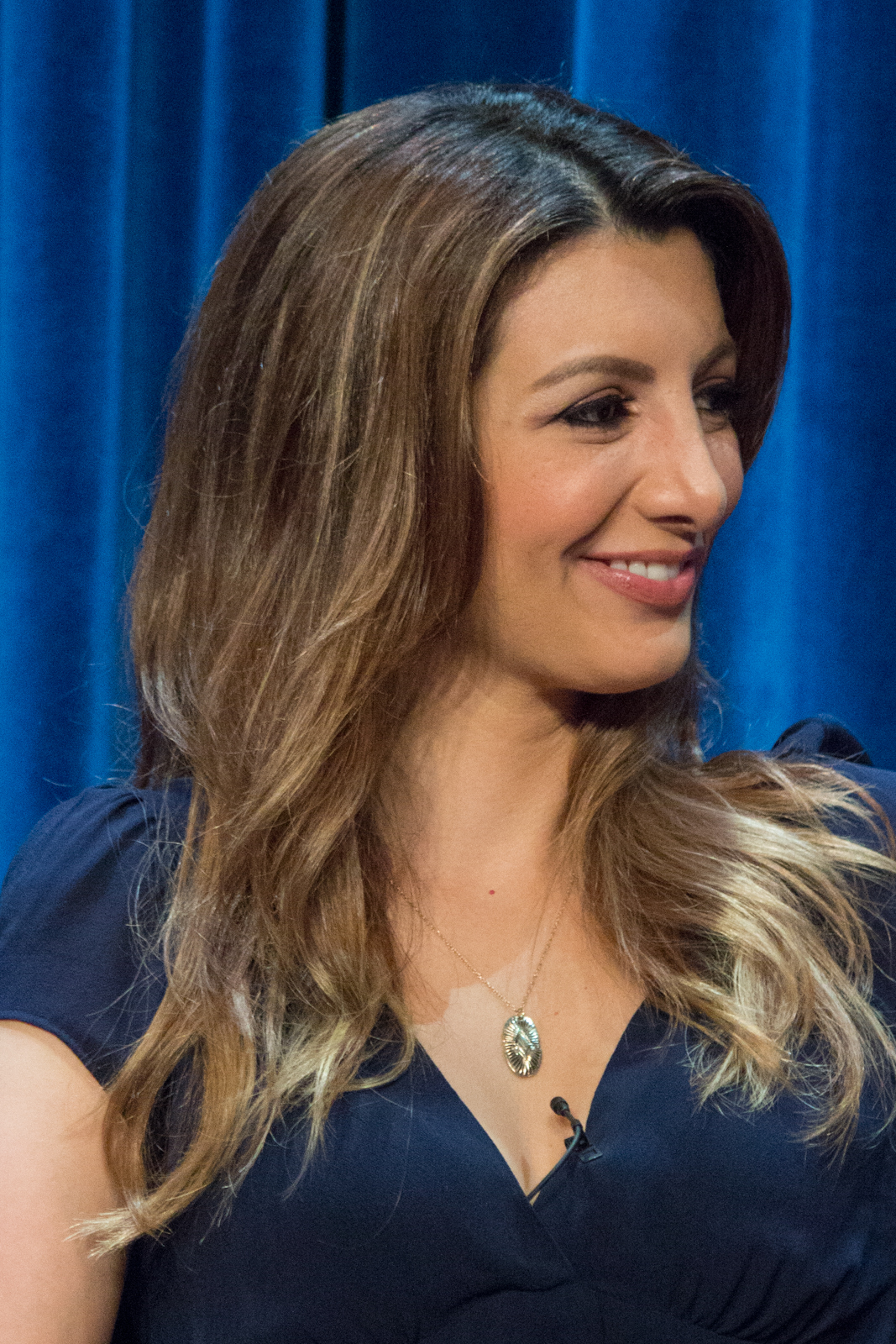
Nasim Pedrad dans le rôle de Jane Parvana
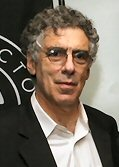
Elliott Gould dans le rôle d'Oscar
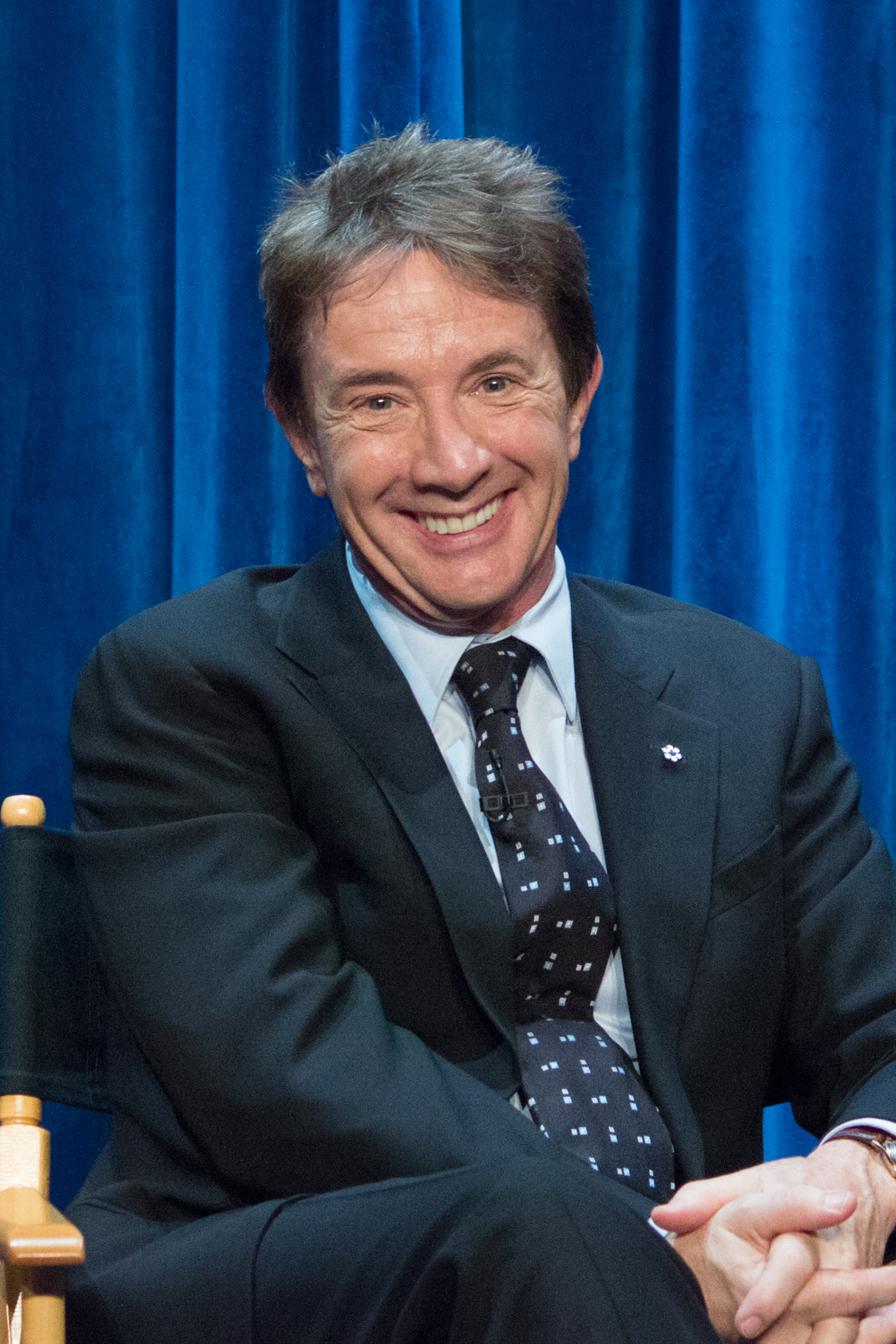
Martin Short dans le rôle de Lou Cannon

### Invités
- Julie Klausner (en) : Donna (épisodes 1, 4 et 10)
- Dean Cain : lui-même (épisode 1)
- Keisuke Hoashi (en) : Dr Cho (épisode 1)
- Fortune Feimster : Mary Jo (épisodes 2, 3 et 6)
- Maria Thayer : Amanda (épisode 2)
- Dan Levy (en) : Dad (épisode 2)
- Laura Bailey : narratrice (voix off)
- Dan Mintz : Mintz (épisode 3)
- Lorraine Bracco : Vaughn (épisode 4)
- Penny Marshall : Tutti (épisode 4)
- Nora Dunn : Patty Mulaney, mère de John (épisode 5)
- James Handy : Father Ed (épisode 5)
- Pete Holmes : Father Trey (épisode 5)
- Arthur Napiontek (en) : Ripped Andre (épisode 5)
- Ben Lawson : Greg (épisode 5)
- Robert Baker : Chad (épisode 6)
- Jerry Minor (en) : Murphy (épisode 6)
- Nico Santos : Contestant (épisode 6)
- Brooke Lyons : Cassidy (épisode 7)
- Jamie Denbo (en) : Sharisse (épisode 7)
- Joy Osmanski (en) : Alexa (épisode 7)
- Eddie Pepitone (en) : Arnie (épisode 7)
- Sonya Eddy (en) : Gerta (épisode 7)
- Nick Kroll : Jesse Tyler Munoz (épisode 8)
- Ron Funches : Rodney (épisode 8)
- Molly Shannon : Markie (épisode 9)
- Tom Hanks : lui-même (épisode 10)
- Dwayne Johnson : lui-même (épisode 10)
- Jason Priestley : lui-même (épisode 10)
- Slash : lui-même (épisode 10)
- Karey Dornetto : Brenda (épisode 11)
- Frankie Shaw : Julia (épisode 12)
- Bailee Madison : Ruby, fille de Julia (épisode 12)
- Kayla Maisonet (en) : Teen Girl (épisode 12)
- Natasha Leggero (en) : Rodeo (épisode 13)

## Production

### Développement
Initialement développé par le réseau NBC lors de la saison télévisuelle 2012/2013, qui avait commandé un pilote sous le titre provisoire The Untitled John Mulaney Project le 25 janvier 2013,, c'est finalement la Fox qui commande le 2 octobre 2013 une première saison composé de six épisodes,.
Le 6 mai 2014, le réseau Fox commande dix épisodes supplémentaires portant la saison à seize épisodes,.
Le 18 octobre 2014, Fox réduit la saison à treize épisodes faute d'audiences satisfaisantes,.
Le 17 janvier 2015, Fox confirme l'annulation de la série.

### Casting
Dès mars 2013 pour le pilote de NBC, le casting a eu lieu dans cet ordre : Elliott Gould et Martin Short, Griffin Newman (en) (Seymour), Nasim Pedrad et Seaton Smith (Motif), ainsi qu'un cameo de Jimmy Fallon.
En décembre 2013 pour le nouveau pilote pour Fox, Seaton Smith prend le rôle tenu par Griffin Newman, alors qu'un rôle a été créé pour Zack Pearlman (en). Parmi les acteurs invités annoncés : Penny Marshall, Lorraine Bracco et Bailee Madison.
Nasim Pedrad, a quitté l'émission Saturday Night Live auquel elle faisait partie depuis 2009, afin de participer à cette série.

## Épisodes
Tous les épisodes ont été réalisés par Andy Ackerman (en).
| №  | Titre                                                      | Scénario                   | Première diffusion | Code de prod. | Audience (millions) |
| -- | ---------------------------------------------------------- | -------------------------- | ------------------ | ------------- | ------------------- |
| 1  | Mo'laney, Mo'Problems                                      | John Mulaney               | 5 octobre 2014     | 101           | 2,3                 |
| 2  | The Doula                                                  | John Mulaney               | 12 octobre 2014    | 107           | 2,19                |
| 3  | Halloween                                                  | Dan Mintz                  | 19 octobre 2014    | 110           | 2,25                |
| 4  | Sweet Jane                                                 | John Mulaney               | 2 novembre 2014    | 102           | 1,63                |
| 5  | In the Name of the Mother, and the Son, and the Holy Andre | Karey Dornetto             | 9 novembre 2014    | 111           | 1,99                |
| 6  | Patriot Acts                                               | Justin Spitzer (en)        | 23 novembre 2014   | 113           | 1,65                |
| 7  | Motif & The City                                           | Rachel Axler               | 30 novembre 2014   | 109           | 1,55                |
| 8  | It's a Wonderful Home Alone                                | Dan Levy                   | 21 décembre 2014   | 112           | 0,99                |
| 9  | Worlds Collide                                             | Karey Dornetto             | 11 janvier 2015    | 104           | 1,32                |
| 10 | French Roast                                               | Dan Levy                   | 18 janvier 2015    | 103           | 3,37                |
| 11 | Power Moves                                                | Dan Mintz et Marika Sawyer | 25 janvier 2015    | 105           | 1,03                |
| 12 | Ruby                                                       | Marika Sawyer              | 8 février 2015     | 108           | 1,23                |
| 13 | Life is a Series of Different Apartments                   | John Mulaney               | 15 février 2015    | 106           | 1,14                |

## Audiences
Le 5 octobre 2014, Fox diffuse l'épisode pilote qui s'effectue devant 2,03 millions de téléspectateurs avec un taux de 1 % sur les 18/49 ans soit un lancement catastrophique. Ensuite les audiences flirte sous les 2 millions de téléspectateurs, avant de réaliser son pire score historique avec moins de 1 millions de téléspectateurs et un faible taux de 0,4 % sur la cible fétiches des annonceurs.